# Scurtești (okręg Prahova)
Scurtești – wieś w Rumunii, w okręgu Prahova, w gminie Ștefești. W 2011 roku liczyła 1262 mieszkańców.